# Thana Maulo
Thana Maulo – gaun wikas samiti w zachodniej części Nepalu w strefie Dhawalagiri w dystrykcie Parbat. Według nepalskiego spisu powszechnego z 2001 roku liczył on 348 gospodarstw domowych i 1703 mieszkańców (900 kobiet i 803 mężczyzn).